# Valiant (filme)
Valiant é um filme de animação por computador de longa-metragem britânico-estadunidense, produzido pela Walt Disney Pictures, Vanguard Animation II e UK Film Council, em 2005. Foi distribuído pela Odyssey Entertainment originalmente na Europa, onde foi produzido, pela Walt Disney Pictures nos EUA e pela Europa Filmes no Brasil.
Em Portugal estreou em 25 de agosto de 2005. Num projecto pioneiro a nível mundial, Valiant - Os Bravos do Pombal foi a primeira longa-metragem com tradução em Língua Gestual para crianças com deficiência auditiva, no caso através da Língua Gestual Portuguesa, estreada em 15 de dezembro de 2005.

## Sinopse
O pequeno pombinho inglês Valiant sonha em participar do correio aéreo real e se juntar ao Capitão Audaz (Gutsy). Com a ajuda do malandro Bugsy, ele consegue se alistar e entra para a Companhia F, que cumprirá perigosas missões e levará mensagens aos territórios ocupados pelos nazistas. Destemido, ele é aceito nas fileiras dos heróicos pombos após os pelotões inteiros dos animais serem derrotados pelo vilão Barão Von Falcon, um gavião nazista que caça os mensageiros alados ao longo do Canal da Mancha. Antes de terminar o treinamento, a Companhia F sai para a sua primeira e mais perigosa missão. Assim Valiant, Bugsy, Pomposo, Penado e Penoso vão para a França ocupada e sob o comando do Capitão Audaz eles tentarão cumprir a missão e definir os rumos da Segunda Guerra.

## Elenco
| Personagem                                        | Original            | Portugal           | Brasil              |
| ------------------------------------------------- | ------------------- | ------------------ | ------------------- |
| Valiant                                           | Ewan McGregor       | Pedro Granger      | Marcelo Garcia      |
| Bugsy                                             | Ricky Gervais       | Carlos Macedo      | Mauro Ramos         |
| General Von Torto (Von Talon/Von Falcon)          | Tim Curry           | João de Carvalho   | Luiz Carlos Persy   |
| Sargento Monty                                    | Jim Broadbent       | André Gago         | Hamilton Ricardo    |
| James Coragem / Comandante Audaz (Gutsy)          | Hugh Laurie         | Sérgio Calvinho    | Márcio Seixas       |
| Mercury                                           | John Cleese         | Miguel de Melo     | Júlio Chaves        |
| Snoby / Pomposo (Lofty)                           | Pip Torrens         | Vieira de Almeida  | Marco Antônio Costa |
| Skánvasse / Chucrute (Cufflingk)                  | Rik Mayall          | Peter Michael      | Márcio Simões       |
| Fritz / Subjacente (Underlingk)                   | Michael Schlingmann | Rui Luís Brás      | Sérgio Stern        |
| Vitória (Victoria)                                | Olivia Williams     | Isabel Ribas       | Miriam Ficher       |
| Charlie / Penado (Toughwood)                      | Brian Lonsdale      | Paulo Simões       | Peterson Adriano    |
| Tango / Penoso (Tailfeather)                      | Dan Roberts         | Vítor Emanuel      | Manolo Rey          |
| Lala Baguette / Charles De Girl (Charles De Girl) | Sharon Horgan       | Inês Castel-Branco | Marisa Leal         |
| Gastón (Rollo)                                    | Buckley Collum      | Carlos Macedo      | Alexandre Moreno    |
| Elsa                                              | Annette Badland     |                    | Nádia Carvalho      |
| Felix                                             | John Hurt           |                    | Waldir Fiori        |
| Jacques                                           | Sean Samuels        |                    | Isaac Schneider     |